# Ōgamiyama-jinja

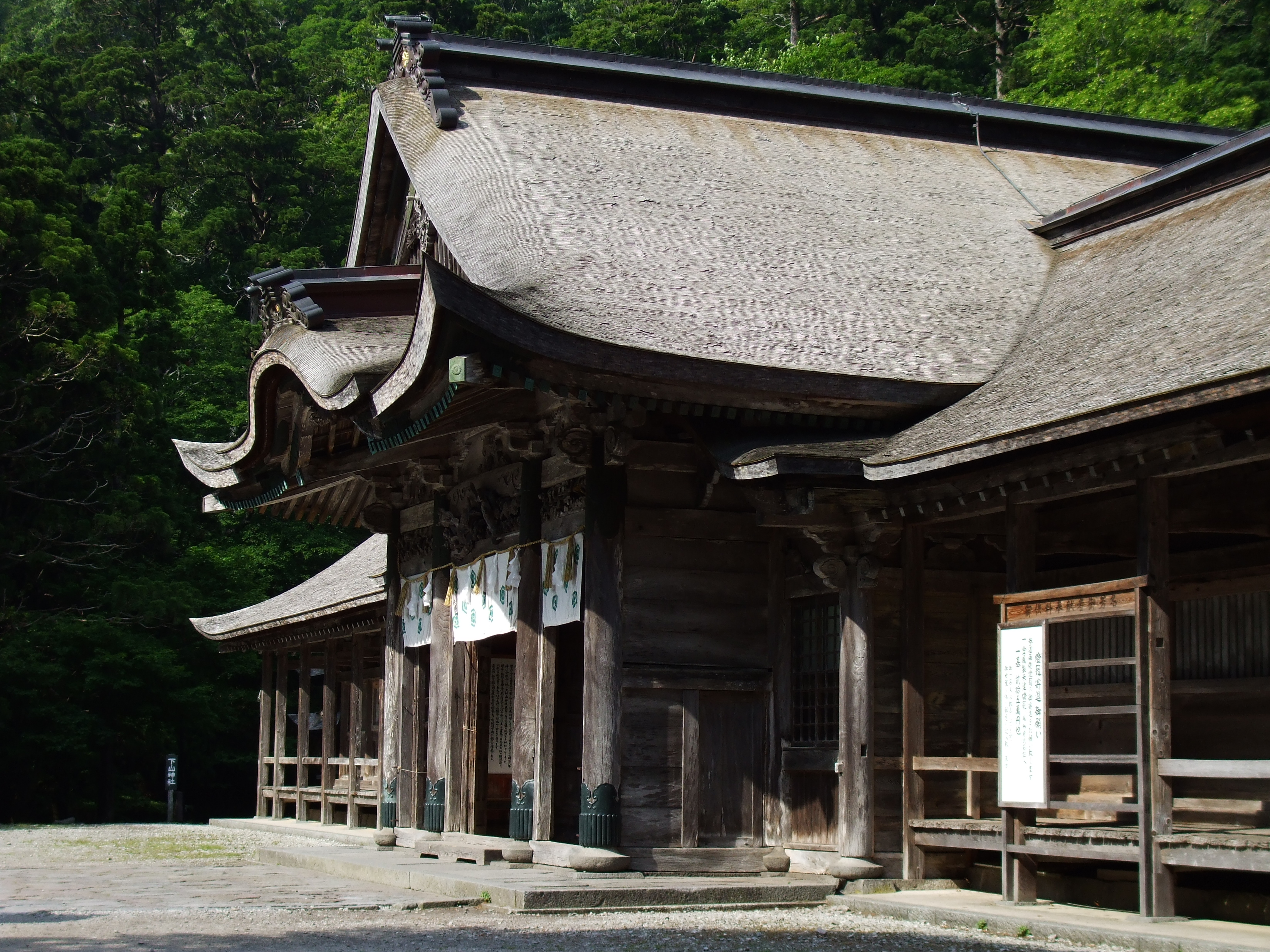
Le bâtiment principal.

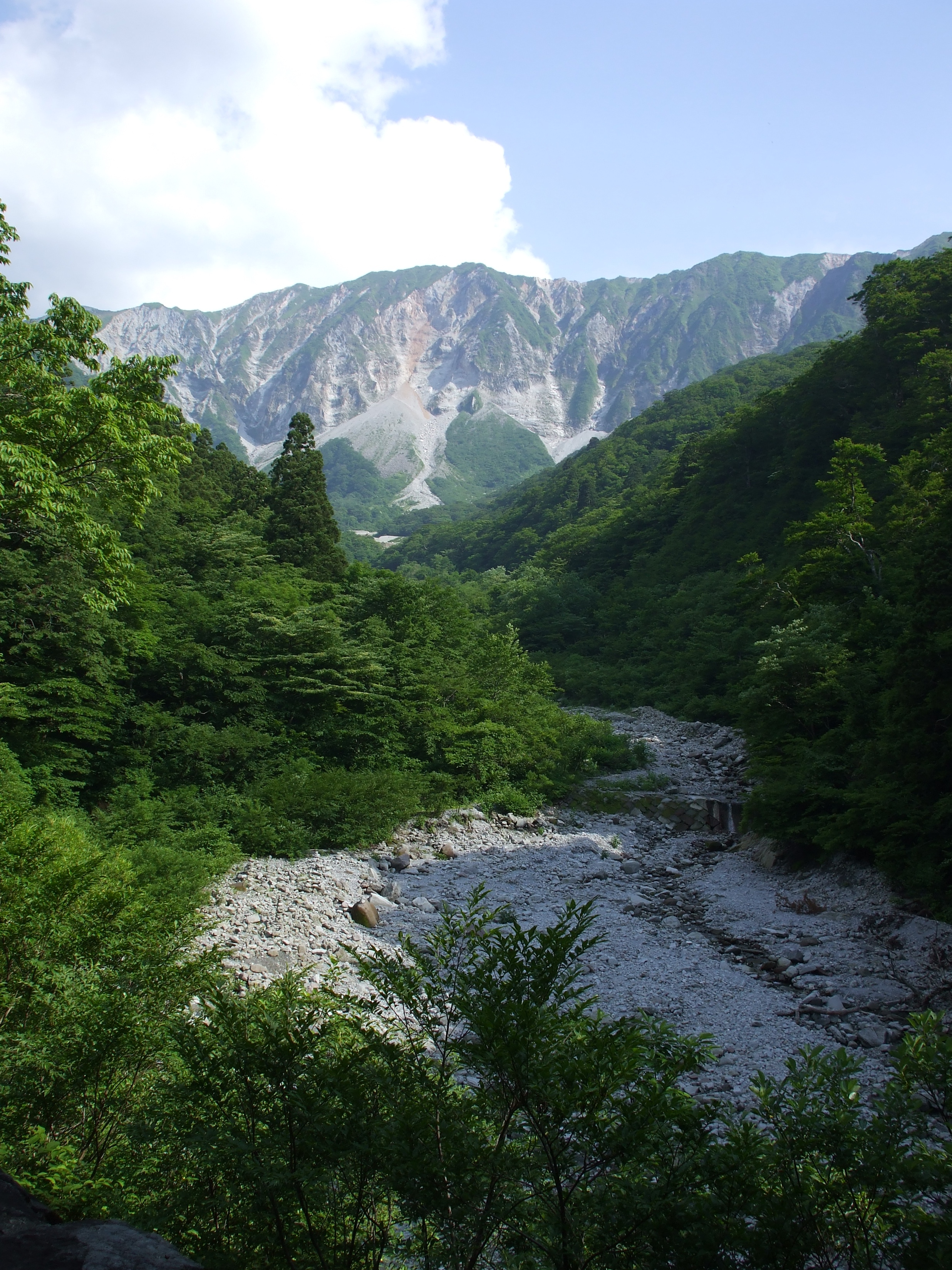
Saino Kawara.

L'Ōgamiyama-jinja (大神山神社) est un sanctuaire shinto situé à Daisen, préfecture de Tottori au Japon. Un certain nombre de ses bâtiments sont désignés biens culturels importants.

## Origines
Ōgamiyama-jinja est un complexe de sanctuaires shinto créé pour vénérer le mont Daisen qui est objet de culte en tant que montagne sacrée depuis au moins le VIIIe siècle. À l'origine, le sanctuaire est construit comme simple bâtiment à 998 m d'altitude sur un sommet de 1 725 m d'altitude. Le petit bâtiment est constitué en sanctuaire à l'époque de Heian.

## Histoire
L'emplacement original de ce sanctuaire est couvert par la neige en hiver, aussi une autre branche de ce sanctuaire est-elle construite au pied de la montagne. Elle est appelée le « sanctuaire d'hiver ». À son tour, le temple original est appelé le « sanctuaire d'été ». Le sanctuaire d'hiver a été construit à Maruyama, Kishimoto, mais a déménagé à Fukumahara et Odaka à Yonago. Le sanctuaire d'été est resté à son emplacement d'origine depuis l'époque de Heian.
Avec le shinbutsu bunri, littéralement « séparation du shinto et du bouddhisme » après la restauration de Meiji, ce sanctuaire est officiellement séparé du Daisen-ji, et le sanctuaire d'été rebaptisé « Okumiya » du Ogami-jinja[pas clair] et les objets de culte bouddhistes retirés. L'actuel objet principal de dévotion est Oanamuchi no kami.
Dans le système moderne de classement des sanctuaires shinto, Ōgamiyama est répertorié parmi les sanctuaires nationaux importants de troisième rang ou kokuhei shōsha (国幣小社).

## Biens culturels importants
- Okumiya honden, heiden, haiden (1805)[1].
- Massha Shimoyama honden, heiden, haiden (1805)[2].
- Grand torii en pierre (1854)[3].

## Source de la traduction
- (en) Cet article est partiellement ou en totalité issu de l’article de Wikipédia en anglais intitulé « Ōgamiyama Shrine » (voir la liste des auteurs).